# 栃木駅

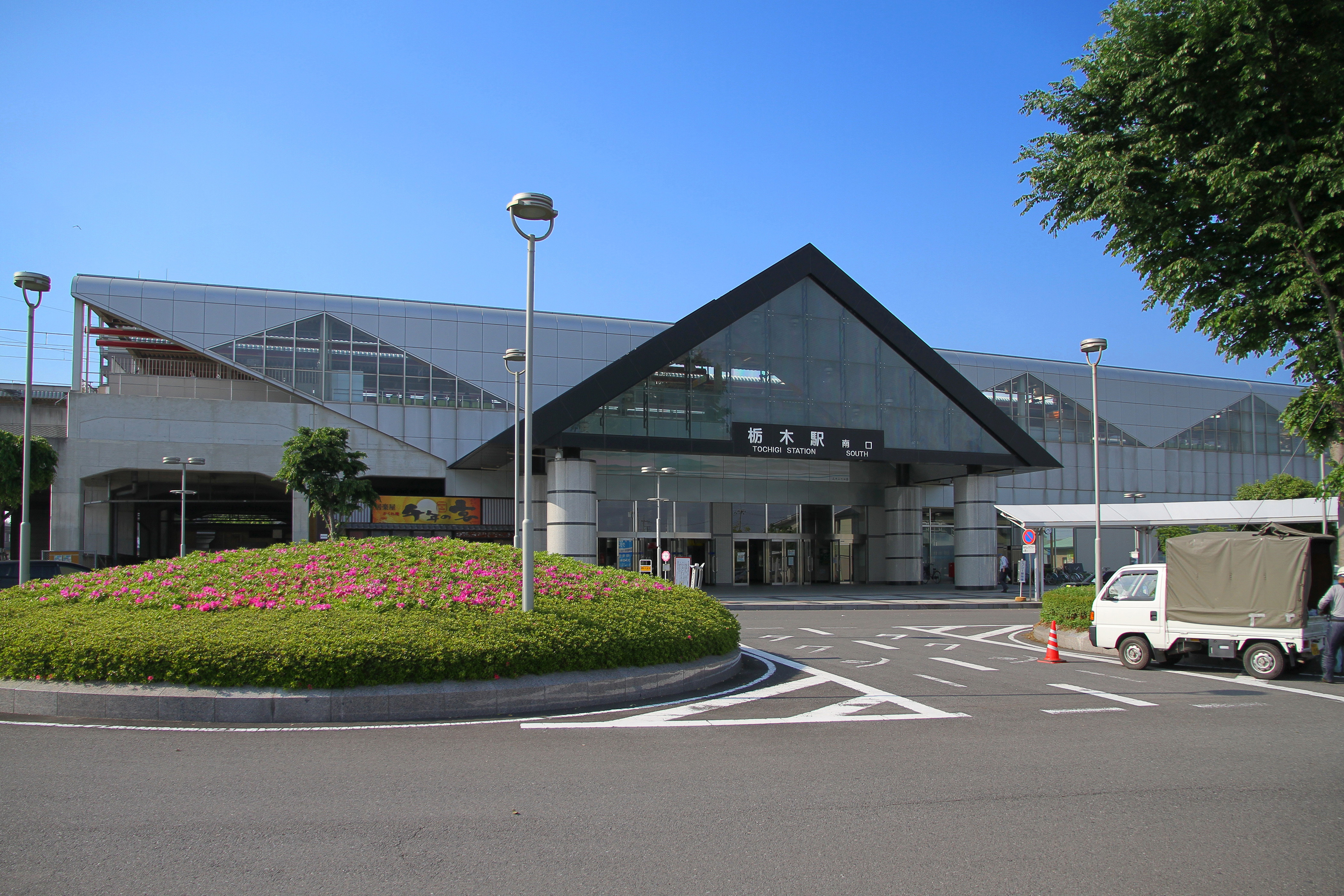
南口（2012年5月）

栃木駅（とちぎえき）は、栃木県栃木市沼和田町にある、東日本旅客鉄道（JR東日本）・東武鉄道の駅である。

## 概要
栃木市中部の巴波川西岸に位置する駅で、日光例幣使街道の旧宿場町で「小江戸」と呼ばれる栃木市の代表駅である。

### 乗り入れ路線
JR東日本の両毛線と、東武鉄道の日光線が乗り入れ、接続駅となっている。
東武日光線については、普通列車の概ね半数が、隣の新栃木駅から分岐する宇都宮線へ直通する。また駅番号として「TN 11」が付与されている。

## 歴史
- 1888年（明治21年）5月22日：両毛鉄道の駅として開業[1][2]。
- 1897年（明治30年）1月1日：日本鉄道に譲渡。
- 1906年（明治39年）11月1日：日本鉄道国有化[2]。官設鉄道に移管。
- 1909年（明治42年）10月12日：線路名称が制定され、両毛線の駅となる。
- 1928年（昭和3年）：洋風建築の駅舎を建築。
- 1929年（昭和4年）4月1日：東武日光線の駅が開業[3]。
- 1949年（昭和24年）6月1日：公共企業体日本国有鉄道（国鉄）発足に伴い、その所属となる。
- 1984年（昭和59年）2月1日：貨物の取り扱いが廃止[2]。
- 1985年（昭和60年）3月14日：荷物扱い廃止[2]。
- 1987年（昭和62年）4月1日：国鉄分割民営化により、国鉄の駅は東日本旅客鉄道（JR東日本）の駅となる。同時に旅行センター開設[4]。
- 2000年（平成12年）5月17日：東武日光線の駅が高架化。
- 2001年（平成13年）11月18日：JR東日本でICカード「Suica」の利用が可能となる。
- 2003年（平成15年）4月4日：JR両毛線の駅が高架化[5][6]。
- 2006年（平成18年）3月：JR東日本の「みどりの窓口」を廃止し、「もしもし券売機Kaeruくん」が稼働開始[7][8]。
- 2007年（平成19年）
  - 3月18日：東武鉄道でICカード「PASMO」の利用が可能となる。
  - 10月：東武宇都宮線でワンマン運転が開始され、これに伴って東武線栃木駅の2番線ホームに運転士発車案内メロディを導入。
- 2018年（平成30年）4月10日：JR両毛線ホームの発車メロディを「栃木市民の歌〜明日への希望〜」に変更。
- 2022年（令和4年）5月1日：旧・栃木市立藤岡第二中学校音楽室のグランドピアノをストリートピアノとして構内に設置[9]。

旧駅舎は鉄道高架化のため撤去されたが、民間事業者が部材を引き取り、2004年に開業した栃木市野中町の自動車博物館「魔方陣スーパーカーミュージアム」のエントランスとして再利用している。

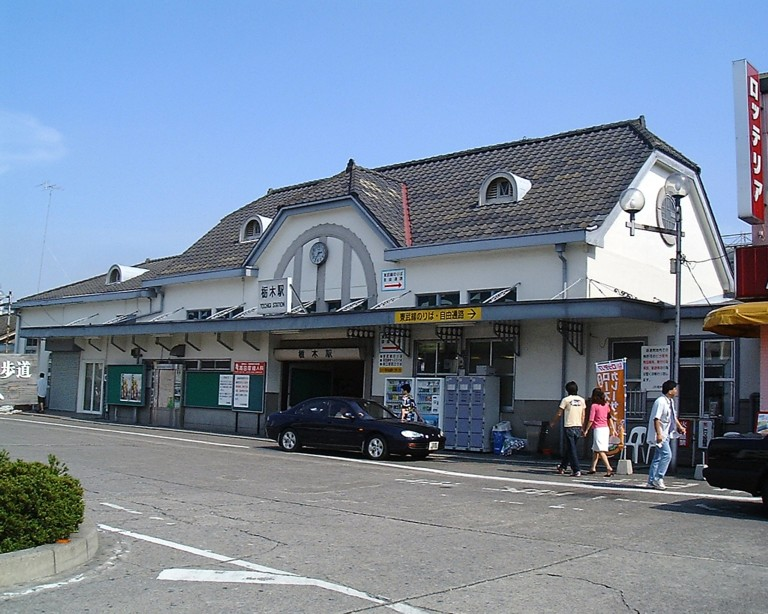
旧駅舎（2002年8月）
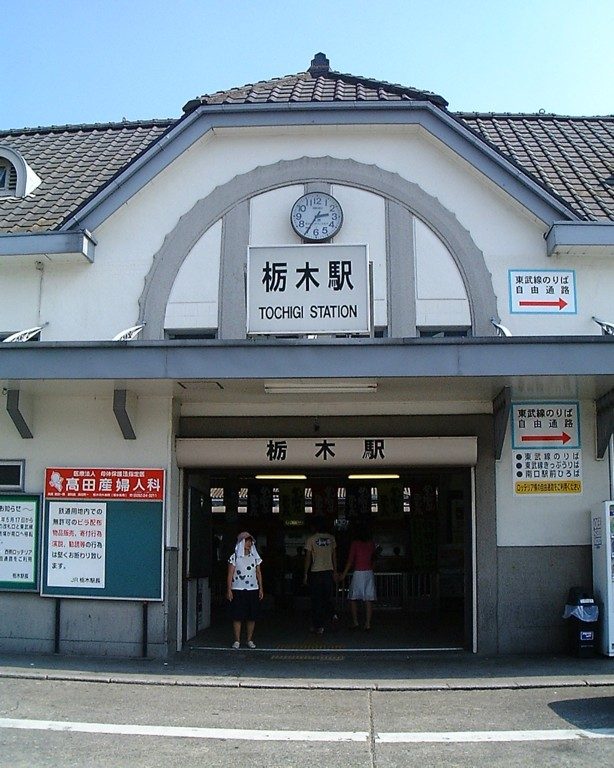
旧駅舎 正面より（2002年8月）
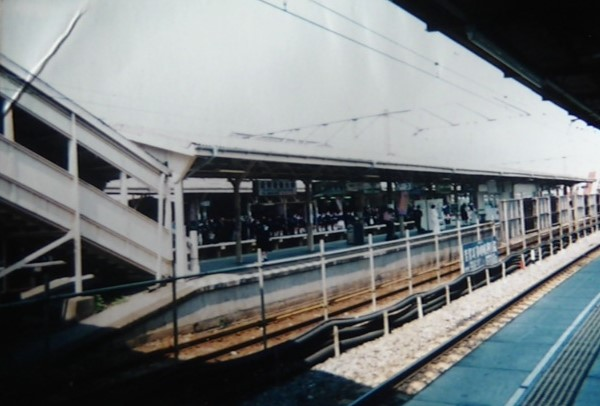
JR両毛線旧ホーム 東武線ホームより望む（1996年）
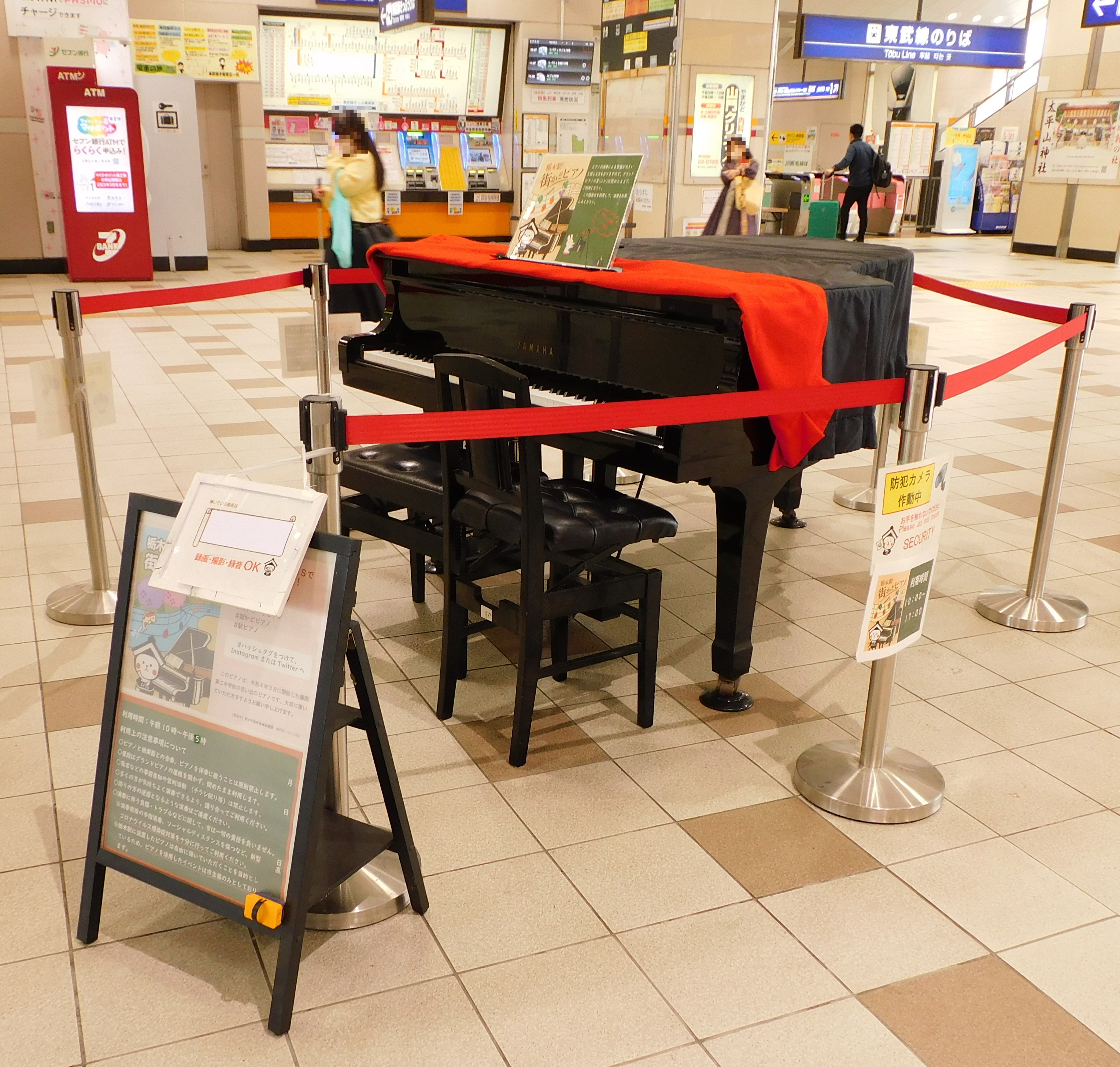
ストリートピアノ（2023年）

## 駅構造

### JR東日本
島式ホーム1面2線を有する列車交換可能な高架駅。地上駅時代は2面3線の形態であった。
足利駅管理で、JR東日本ステーションサービス（2015年6月30日まではJR高崎鉄道サービス）が受託する業務委託駅。委託化直前まで管理駅で大平下駅・思川駅を管理していた（管理業務は足利駅に移管）。 Suica対応自動改札機・指定席券売機が設置されている。

#### のりば

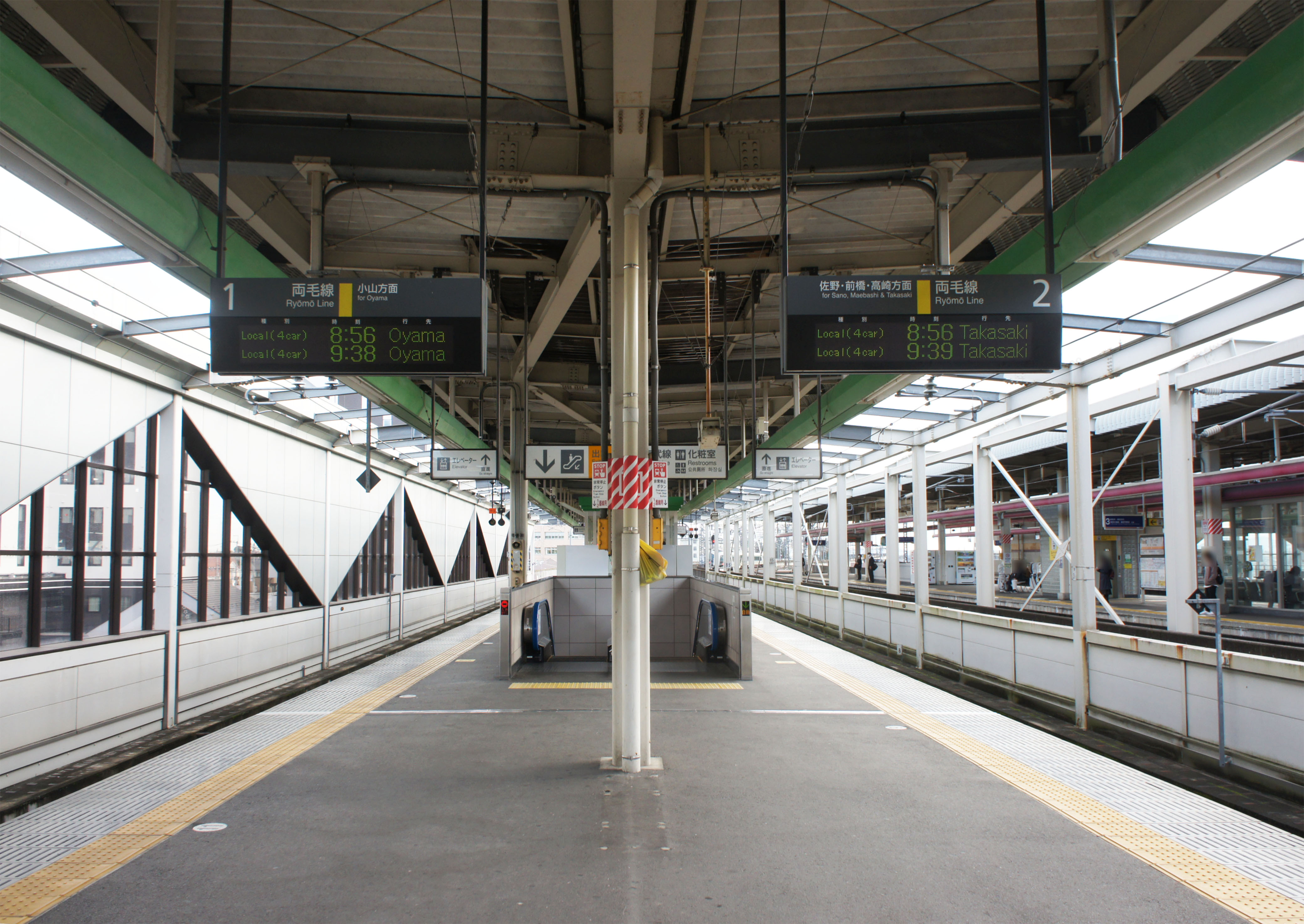
ホーム（2021年11月）

| 番線 | 路線    | 方向 | 行先                 |
| ---- | ------- | ---- | -------------------- |
| 1    | ■両毛線 | 下り | 小山方面             |
| 2    | ■両毛線 | 上り | 佐野・前橋・高崎方面 |

（出典：JR東日本:駅構内図）
- ホーム（2021年11月）

### 東武鉄道
単式ホーム1面1線と島式ホーム1面2線を有する高架駅。PASMO対応自動改札機設置駅。
かつてはJR東日本に駅業務を委託していたが、高架化完成後は自社で業務を行っている。地上駅時代は島式ホーム1面2線の形態であった。
東武栃木駅管区として、日光線栗橋駅 - 新栃木駅間および宇都宮線全駅を統括管理する。

#### のりば
| 番線 | 路線   | 方向 | 行先                                                                                             |
| ---- | ------ | ---- | ------------------------------------------------------------------------------------------------ |
| 1    | 日光線 | 上り | 南栗橋・東武動物公園・ 東武スカイツリーライン 北千住・とうきょうスカイツリー・浅草・ JR 新宿方面 |
| 2・3 | 日光線 | 下り | 新栃木・東武日光・ 鬼怒川線 鬼怒川温泉方面                                                       |
| 2・3 | 日光線 | 下り | 宇都宮線 東武宇都宮方面                                                                          |

- 上記の路線名は旅客案内上の名称（「東武スカイツリーライン」は愛称）で表記している。実際の案内では東武動物公園駅も「東武スカイツリーライン」の駅に内包されている。
- 2番線から発車する電車はすべて当駅始発である。1番線に到着後、新大平下寄りの引き上げ線に入ってから折り返し2番線に入線する形態で、配線上新大平下方面から2番線には入線できない。また新栃木から回送される電車は、2番線に直接入線する。かつて2番線は宇都宮線直通を中心にほぼ終日に渡り使用されていたが、2020年（令和2年）6月6日以降は運行形態変更により折り返し列車が削減されたため、2番線の使用頻度も大きく減少している。

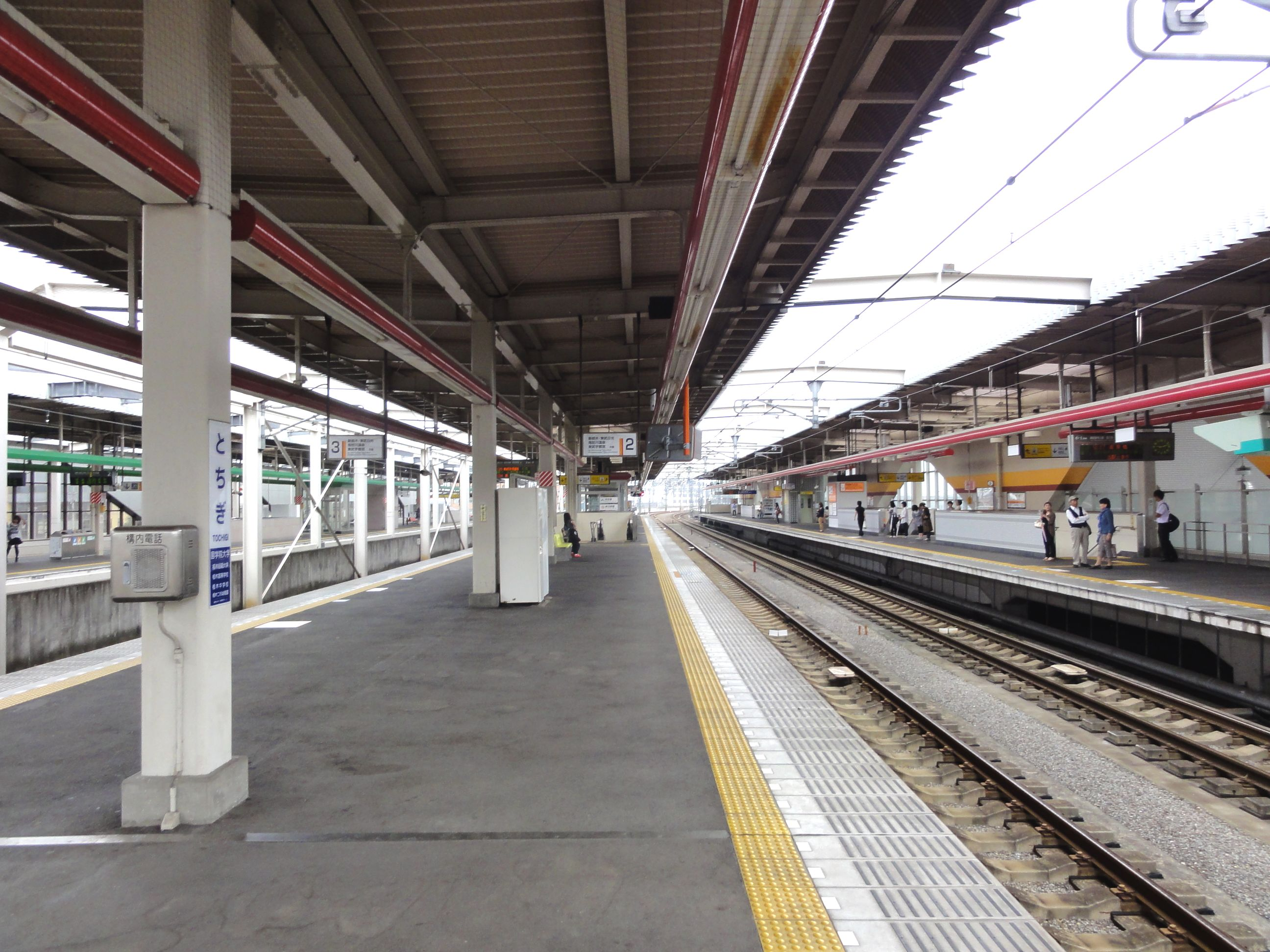
ホーム（2011年6月）

### 改札外の施設
- NewDays栃木
- 千年の宴栃木駅店
- 魚民JR栃木駅店
- 栃木市観光案内所

## 利用状況

### JR東日本
JR東日本によると、2023年度（令和5年度）の1日平均乗車人員は4,388人である。
2000年度（平成12年度）以降の推移は下記の通り。
| 年度               | 1日平均 乗車人員 | 出典      |
| ------------------ | ---------------- | --------- |
| 2000年（平成12年） | 5,747            | [ JR 2 ]  |
| 2001年（平成13年） | 5,646            | [ JR 3 ]  |
| 2002年（平成14年） | 5,389            | [ JR 4 ]  |
| 2003年（平成15年） | 5,398            | [ JR 5 ]  |
| 2004年（平成16年） | 5,300            | [ JR 6 ]  |
| 2005年（平成17年） | 5,279            | [ JR 7 ]  |
| 2006年（平成18年） | 5,197            | [ JR 8 ]  |
| 2007年（平成19年） | 5,189            | [ JR 9 ]  |
| 2008年（平成20年） | 5,202            | [ JR 10 ] |
| 2009年（平成21年） | 5,085            | [ JR 11 ] |
| 2010年（平成22年） | 5,124            | [ JR 12 ] |
| 2011年（平成23年） | 5,038            | [ JR 13 ] |
| 2012年（平成24年） | 5,206            | [ JR 14 ] |
| 2013年（平成25年） | 5,286            | [ JR 15 ] |
| 2014年（平成26年） | 5,185            | [ JR 16 ] |
| 2015年（平成27年） | 5,244            | [ JR 17 ] |
| 2016年（平成28年） | 5,201            | [ JR 18 ] |
| 2017年（平成29年） | 5,169            | [ JR 19 ] |
| 2018年（平成30年） | 5,049            | [ JR 20 ] |
| 2019年（令和元年） | 4,857            | [ JR 21 ] |
| 2020年（令和02年） | 3,887            | [ JR 22 ] |
| 2021年（令和03年） | 4,064            | [ JR 23 ] |
| 2022年（令和04年） | 4,308            | [ JR 24 ] |
| 2023年（令和05年） | 4,388            | [ JR 1 ]  |

### 東武鉄道
東武鉄道によると、2024年度（令和6年度）の1日平均乗降人員は9,704人である。
2001年度（平成13年度）以降の1日平均乗降人員および乗車人員の推移は下記の通り。
| 年度               | 一日平均 乗降人員 | 一日平均 乗車人員 | 出典                      |
| ------------------ | ----------------- | ----------------- | ------------------------- |
| 2001年（平成13年） | 11,719            |                   | [ 東武 3 ]                |
| 2002年（平成14年） | 11,112            |                   | [ 東武 4 ]                |
| 2003年（平成15年） | 11,115            |                   | [ 東武 5 ]                |
| 2004年（平成16年） | 11,124            |                   | [ 東武 6 ]                |
| 2005年（平成17年） | 11,216            |                   | [ 東武 7 ]                |
| 2006年（平成18年） | 11,451            |                   | [ 東武 8 ]                |
| 2007年（平成19年） | 11,169            |                   | [ 東武 9 ]                |
| 2008年（平成20年） | 11,204            | 5,699             | [ 東武 10 ] [ 県統計 1 ]  |
| 2009年（平成21年） | 10,859            | 5,501             | [ 東武 11 ] [ 県統計 2 ]  |
| 2010年（平成22年） | 10,876            | 5,523             | [ 東武 12 ] [ 県統計 3 ]  |
| 2011年（平成23年） | 10,760            | 5,392             | [ 東武 13 ] [ 県統計 4 ]  |
| 2012年（平成24年） | 11,187            | 5,580             | [ 東武 14 ] [ 県統計 5 ]  |
| 2013年（平成25年） | 11,431            | 5,722             | [ 東武 15 ] [ 県統計 6 ]  |
| 2014年（平成26年） | 11,354            | 5,714             | [ 東武 16 ] [ 県統計 7 ]  |
| 2015年（平成27年） | 11,525            | 5,802             | [ 東武 17 ] [ 県統計 8 ]  |
| 2016年（平成28年） | 11,663            | 5,832             | [ 東武 18 ] [ 県統計 9 ]  |
| 2017年（平成29年） | 11,888            | 5,940             | [ 東武 19 ] [ 県統計 10 ] |
| 2018年（平成30年） | 11,946            | 5,975             | [ 東武 20 ] [ 県統計 11 ] |
| 2019年（令和元年） | 11,449            |                   | [ 東武 21 ]               |
| 2020年（令和02年） | 8,692             |                   | [ 東武 22 ]               |
| 2021年（令和03年） | 9,330             | 4,666             | [ 東武 23 ]               |
| 2022年（令和04年） | 9,617             | 4,807             | [ 東武 24 ]               |
| 2023年（令和05年） | 9,553             | 4,780             | [ 東武 25 ]               |
| 2024年（令和06年） | 9,704             | 4,863             | [ 東武 1 ]                |

## 駅周辺

### 北口
駅前からは蔵の街大通りで約1 kmほど北に離れた市街地へとつながっている。大通り沿道は景観整備が完了し、土曜日・休日には「蔵の街」見物に多くの観光客が沿道を歩く様子が見られる。
旧駅舎時代は狭隘な駅前広場であったが、駅周辺の区画整理事業と平行して新駅舎完成後に駅前広場整備が進んだ。2000年の東武栃木駅、2003年のJR栃木駅の高架化に伴いシビックコア重点整備地区として再開発・区画整理事業が行われ、これまでに國學院大学栃木学園教育センターや栃木県立学悠館高等学校、高層マンションなどが複数建設された他、栃木地方合同庁舎やシビックセンターの建設が予定されている。広場には彫刻家前田哲明の「煌樹（こうじゅ）」が、駅前モニュメントとして設置されている。イトーヨーカドー撤退など、区画整理事業後も空き地となっているところが随所に目立っていたが、マンション建設や銀行支店、飲食店等の進出などにより、2005年12月中旬の時点では、高架沿い以外では空地は少なくなっている。
また、入舟町にあった栃木市役所は、2014年2月に万町にかつてあった福田屋百貨店栃木店の建物を改装して移設した。新市役所には、1階に東武宇都宮百貨店栃木店も同年3月に開業している（2015年3月に栃木市役所店に改称）。
| 河合町 - 栃木駅前交番 - 三井住友海上火災保険 栃木支社 - ウエルシア薬局 栃木駅前店 - 日本旅行 栃木支店 - 日本たばこ産業 (JT) 栃木支社 - JAしもつけ ニューアプロニー - 常陽銀行 栃木支店 沼和田町 - 栃木県立学悠館高等学校 - 栃南タクシー 栃木営業所 | 境町 - 栃木駅前公園 - 栃木駅前郵便局 - 栃木市役所 栃木駅前庁舎 - 関東自動車 栃木営業所 - 栃木合同タクシー - 栃木信用金庫 駅前支店 - ホテル加登屋 - 栃木南部地区コミュニティセンター - カトリック栃木教会 - 國學院大學栃木学園 第一学習センター | 片柳町一丁目 - 宇都宮地方法務局 栃木支局 - 栃木銀行 栃木西支店 片柳町二丁目 - 栃木市商工会館 - JAしもつけ 本店 - 東武トップツアーズ 栃木支店 |

### 南口
南口は1984年に栃木県立栃木南高等学校（現・栃木県立栃木翔南高等学校）の通学口として設置された。北口からの続きの市街地となっている。
| 沼和田町 - 栃木沼和田郵便局 - 栃木労働基準監督署 - セレモールとちぎ - ぬまわだ保育園 - 岩下食品 栃木本社 - とりせん 栃木駅南口店 | 境町 - 下都賀郡市医師会病院 - 栃木地区急患センター 川連 - 栃木県立栃木翔南高等学校 |

## バス路線

### 北口
| 停留所   | 運行会社     | 系統・行先                                       | 備考 |
| -------- | ------------ | ------------------------------------------------ | ---- |
| 栃木駅   | 関東自動車   | 國學院線：國學院                                 |      |
| 栃木駅   | ふれあいバス | 寺尾線：ヨークベニマル／出流観音／星野御嶽山入口 |      |
| 栃木駅   | ふれあいバス | 大宮国府線：国府公民館                           |      |
| 栃木駅   | ふれあいバス | 皆川線：南柏倉公民館前                           |      |
| 栃木駅   | ふれあいバス | 樋ノ口線：樋ノ口生協団地第一公園前               |      |
| 栃木駅   | ふれあいバス | 部屋線：藤岡駅／部屋南部桜づつみ公園             |      |
| 栃木駅   | ふれあいバス | 真名子線：東武金崎駅／真名子介護保険事業所       |      |
| 栃木駅   | ふれあいバス | 金崎線：道の駅にしかた                           |      |
| 栃木駅前 | ふれあいバス | 市街地循環線：新栃木駅（循環）／栃木駅前（循環） |      |
| 栃木駅前 | ふれあいバス | 市街地北部循環線：栃木駅前（循環）               |      |

#### 夜行高速バス
- 関東自動車・近鉄バス「とちの木号」
  - 京都駅八条口・大阪梅田（東梅田駅）・近鉄なんば駅西口（OCAT）・USJ

### 南口
| 停留所     | 運行会社     | 系統・行先                                                   | 備考                                                   |
| ---------- | ------------ | ------------------------------------------------------------ | ------------------------------------------------------ |
| 栃木駅南口 | 栃木市営バス | 藤岡線：ヨークベニマル栃木祝町店／道の駅かぞわたらせ／谷中湖 | 道の駅かぞわたらせ行は平日、谷中湖行は土・日・祝日運行 |
| 栃木駅南口 | 栃木市営バス | 岩舟線：とちぎ花センター前／道の駅みかも                     | 平日午後の便のみ佐野市の佐野新都市エリアに乗り入れ     |

## 隣の駅
東日本旅客鉄道（JR東日本）
■両毛線
思川駅 - 栃木駅 - 大平下駅
東武鉄道
 日光線
- ■特急「スペーシアX」・■特急「けごん」「きぬ」・■特急「リバティけごん」「リバティきぬ」「リバティ会津」・■JR線直通特急「スペーシア日光」「きぬがわ」停車駅

■急行・■普通
新大平下駅（TN 10） - 栃木駅（TN 11） - 新栃木駅（TN 12）

### 過去の接続路線
- 鍋山人車鉄道（栃木駅・1960年廃止）

### 記事本文
1. 1 2 3 4 5 6 7  『週刊 JR全駅・全車両基地』 12号 大宮駅・野辺山駅・川原湯温泉駅ほか、朝日新聞出版〈週刊朝日百科〉、2012年10月28日、22頁。
2. 1 2 3 4  石野哲 編『停車場変遷大事典 国鉄・JR編 Ⅱ』（初版）JTB、1998年10月1日、458頁。ISBN 9784533029806。全国書誌番号:99032190。
3. ↑  「地方鉄道運輸開始」『官報』第678号、1929年4月6日（国立国会図書館デジタルコレクション）
4. ↑  「JR東日本高崎運行部、7駅に旅行センター　営業戦略を強化」『日本経済新聞』1987年3月29日、地方経済面北関東。
5. ↑  「鉄道記録帳2003年4月」『RAIL FAN』第50巻第7号、鉄道友の会、2003年7月1日、22頁。
6. 1 2 3 4  「JR年表」『JR気動車客車編成表 '04年版』ジェー・アール・アール、2004年7月1日、185頁。ISBN 4-88283-125-2。
7. ↑  「JR高崎支社 14駅に新型券売機」『交通新聞』交通新聞社、2006年3月17日、1面。
8. ↑  「みどりの窓口リストラ」『朝日新聞』朝日新聞社page=23、2006年7月11日、夕刊。
9. ↑  「栃木駅にストリートピアノ 栃木市、藤岡二中から受け継ぐ 5月1日にお披露目式」『下野新聞』2022年4月7日。2022年4月13日閲覧。
10. ↑  “レポート”.   関東交通広告協議会. 2024年10月14日閲覧。
11. ↑  栃木県統計年鑑
12. ↑  札幌彫刻美術館「第13回本郷新賞　受賞作について」

### 利用客数

#### JR東日本
1. 1 2  “各駅の乗車人員（2023年度）”.   東日本旅客鉄道. 2024年7月21日閲覧。
2. ↑  “各駅の乗車人員（2000年度）”.   東日本旅客鉄道. 2019年3月10日閲覧。
3. ↑  “各駅の乗車人員（2001年度）”.   東日本旅客鉄道. 2019年3月10日閲覧。
4. ↑  “各駅の乗車人員（2002年度）”.   東日本旅客鉄道. 2019年3月10日閲覧。
5. ↑  “各駅の乗車人員（2003年度）”.   東日本旅客鉄道. 2019年3月10日閲覧。
6. ↑  “各駅の乗車人員（2004年度）”.   東日本旅客鉄道. 2019年3月10日閲覧。
7. ↑  “各駅の乗車人員（2005年度）”.   東日本旅客鉄道. 2019年3月10日閲覧。
8. ↑  “各駅の乗車人員（2006年度）”.   東日本旅客鉄道. 2019年3月10日閲覧。
9. ↑  “各駅の乗車人員（2007年度）”.   東日本旅客鉄道. 2019年3月10日閲覧。
10. ↑  “各駅の乗車人員（2008年度）”.   東日本旅客鉄道. 2019年3月10日閲覧。
11. ↑  “各駅の乗車人員（2009年度）”.   東日本旅客鉄道. 2019年3月10日閲覧。
12. ↑  “各駅の乗車人員（2010年度）”.   東日本旅客鉄道. 2019年3月10日閲覧。
13. ↑  “各駅の乗車人員（2011年度）”.   東日本旅客鉄道. 2019年3月10日閲覧。
14. ↑  “各駅の乗車人員（2012年度）”.   東日本旅客鉄道. 2019年3月10日閲覧。
15. ↑  “各駅の乗車人員（2013年度）”.   東日本旅客鉄道. 2019年3月10日閲覧。
16. ↑  “各駅の乗車人員（2014年度）”.   東日本旅客鉄道. 2019年3月10日閲覧。
17. ↑  “各駅の乗車人員（2015年度）”.   東日本旅客鉄道. 2019年3月10日閲覧。
18. ↑  “各駅の乗車人員（2016年度）”.   東日本旅客鉄道. 2019年3月10日閲覧。
19. ↑  “各駅の乗車人員（2017年度）”.   東日本旅客鉄道. 2019年7月6日閲覧。
20. ↑  “各駅の乗車人員（2018年度）”.   東日本旅客鉄道. 2019年7月6日閲覧。
21. ↑  “各駅の乗車人員（2019年度）”.   東日本旅客鉄道. 2020年7月12日閲覧。
22. ↑  “各駅の乗車人員（2020年度）”.   東日本旅客鉄道. 2021年7月24日閲覧。
23. ↑  “各駅の乗車人員（2021年度）”.   東日本旅客鉄道. 2022年8月7日閲覧。
24. ↑  “各駅の乗車人員（2022年度）”.   東日本旅客鉄道. 2023年7月10日閲覧。

#### 東武鉄道
1日平均乗降人員
1. 1 2 3  『駅別乗降人員 2024年度』（PDF）（レポート）東武鉄道、7頁。オリジナルの2025年5月19日時点におけるアーカイブ。2025年5月28日閲覧。
2. ↑  “駅情報（乗降人員）”.   東武鉄道. 2024年10月13日閲覧。
3. ↑  “鉄道事業の概要 2.駅一覧”.   東武鉄道. 2003年8月20日時点のオリジナルよりアーカイブ。2016年1月23日閲覧。
4. ↑  “鉄道事業の概要 2.駅一覧”.   東武鉄道. 2004年3月12日時点のオリジナルよりアーカイブ。2016年1月23日閲覧。
5. ↑  “東武鉄道” (PDF). 平成15年度1日平均乗降人員・通過人員.   関東交通広告協議会. p. 20. 2018年11月4日時点のオリジナルよりアーカイブ。2018年11月4日閲覧。
6. ↑  “東武鉄道” (PDF). 平成16年度1日平均乗降人員・通過人員.   関東交通広告協議会. p. 20. 2018年11月4日時点のオリジナルよりアーカイブ。2018年11月4日閲覧。
7. ↑  “東武鉄道” (PDF). 平成17年度1日平均乗降人員・通過人員.   関東交通広告協議会. p. 20. 2018年11月4日時点のオリジナルよりアーカイブ。2018年11月4日閲覧。
8. ↑  “東武鉄道” (PDF). 平成18年度1日平均乗降人員・通過人員.   関東交通広告協議会. p. 20. 2019年3月10日時点のオリジナルよりアーカイブ。2019年3月10日閲覧。
9. ↑  “東武鉄道” (PDF). 平成19年度1日平均乗降人員・通過人員.   関東交通広告協議会. p. 20. 2019年3月10日時点のオリジナルよりアーカイブ。2019年3月10日閲覧。
10. ↑  “東武鉄道” (PDF). 平成20年度1日平均乗降人員・通過人員.   関東交通広告協議会. p. 21. 2019年3月10日時点のオリジナルよりアーカイブ。2019年3月10日閲覧。
11. ↑  “東武鉄道” (PDF). 平成21年度1日平均乗降人員・通過人員.   関東交通広告協議会. p. 19. 2019年3月10日時点のオリジナルよりアーカイブ。2019年3月10日閲覧。
12. ↑  “東武鉄道” (PDF). 平成22年度1日平均乗降人員・通過人員.   関東交通広告協議会. p. 19. 2019年3月10日時点のオリジナルよりアーカイブ。2019年3月10日閲覧。
13. ↑  “東武鉄道” (PDF). 平成23年度1日平均乗降人員・通過人員.   関東交通広告協議会. p. 19. 2019年3月10日時点のオリジナルよりアーカイブ。2019年3月10日閲覧。
14. ↑  “東武鉄道” (PDF). 平成24年度1日平均乗降人員・通過人員.   関東交通広告協議会. p. 19. 2019年3月10日時点のオリジナルよりアーカイブ。2019年3月10日閲覧。
15. ↑  “東武鉄道” (PDF). 平成25年度1日平均乗降人員・通過人員.   関東交通広告協議会. p. 17. 2019年3月21日時点のオリジナルよりアーカイブ。2019年3月10日閲覧。
16. ↑  “東武鉄道” (PDF). 平成26年度1日平均乗降人員・通過人員.   関東交通広告協議会. p. 18. 2019年3月10日時点のオリジナルよりアーカイブ。2019年3月10日閲覧。
17. ↑  “東武鉄道” (PDF). 平成27年度1日平均乗降人員・通過人員.   関東交通広告協議会. p. 18. 2019年3月10日時点のオリジナルよりアーカイブ。2019年3月10日閲覧。
18. ↑  “東武鉄道” (PDF). 平成28年度1日平均乗降人員・通過人員.   関東交通広告協議会. p. 18. 2019年3月10日時点のオリジナルよりアーカイブ。2019年3月10日閲覧。
19. ↑  “東武鉄道” (PDF). 平成29年度1日平均乗降人員・通過人員.   関東交通広告協議会. p. 18. 2019年7月21日時点のオリジナルよりアーカイブ。2019年7月21日閲覧。
20. ↑  “東武鉄道” (PDF). 2018年度1日平均乗降人員・通過人員.   関東交通広告協議会. p. 18. 2021年2月9日時点のオリジナルよりアーカイブ。2021年5月7日閲覧。
21. ↑  “2019年度1日平均乗降人員・通過人員”.   東武鉄道. 2021年7月12日閲覧。
22. ↑  “2020年度1日平均乗降人員・通過人員”.   東武鉄道. 2022年8月12日閲覧。
23. ↑  『駅別乗降人員 2021年度』（PDF）（レポート）東武鉄道、2024年、7頁。オリジナルの2024年5月18日時点におけるアーカイブ。
24. ↑  『駅別乗降人員 2022年度』（PDF）（レポート）東武鉄道、2024年、7頁。オリジナルの2024年9月8日時点におけるアーカイブ。
25. ↑  『駅別乗降人員 2023年度』（PDF）（レポート）東武鉄道、2024年、7頁。オリジナルの2024年9月8日時点におけるアーカイブ。

栃木県統計年鑑
1. ↑  「10　運輸・通信」『第55回　栃木県統計年鑑　平成21年版』（PDF）（レポート）栃木県、133頁。
2. ↑  「10　運輸・通信」『第56回　栃木県統計年鑑　平成22年版』（PDF）（レポート）栃木県、133頁。
3. ↑  「10　運輸・通信」『第57回　栃木県統計年鑑　平成23年版』（PDF）（レポート）栃木県、133頁。
4. ↑  「10　運輸・通信」『第58回　栃木県統計年鑑　平成24年版』（PDF）（レポート）栃木県、133頁。
5. ↑  「10　運輸・通信」『第59回　栃木県統計年鑑　平成25年版』（PDF）（レポート）栃木県、139頁。
6. ↑  「10　運輸・通信」『第60回　栃木県統計年鑑　平成26年版』（PDF）（レポート）栃木県、133頁。
7. ↑  「10　運輸・通信」『第61回　栃木県統計年鑑　平成27年版』（PDF）（レポート）栃木県、133頁。
8. ↑  「10　運輸・通信」『第62回　栃木県統計年鑑　平成28年版』（PDF）（レポート）栃木県、133頁。
9. ↑  「10　運輸・通信」『第63回　栃木県統計年鑑　平成29年版』（PDF）（レポート）栃木県、127頁。
10. ↑  「10　運輸・通信」『第64回　栃木県統計年鑑　平成30年版』（PDF）（レポート）栃木県、125頁。
11. ↑  「10　運輸・通信」『第65回　栃木県統計年鑑　令和元年版』（PDF）（レポート）栃木県、125頁。